# Gudmund Schnitler
Gudmund Schnitler (født 10. juni 1868 i Kristiania, død 4. november 1925) var en norsk officer og militærhistoriker.
Gudmund Schnitler var søn af militærhistorikeren Didrik Thomas Johannes Schnitler og far til militærhistorikeren Gudmund Didrik Schnitler. Som officer var han chef for Nordre Trondhjemske infanteriregiment i 1924.
Schnitler fortsatte sin fars værk Almindelig krigshistorie og udgav et bind om perioden 1650-1790. Han skrev også en bog om første verdenskrig, Verdenskrigen (1924). Hans storebror Balthazar Schnitler var også forfatter, men koncentrerede sig om skønlitteraturen, herunder romaner om sagatiden, samt erindringsbøger.